# Sosnowyj Bor
Sosnowyj Bor – osiedle typu miejskiego w Rosji, w obwodzie pskowskim. W 2010 roku liczyło 2877 mieszkańców.